# Държавно устройство на Нова Зеландия
Нова Зеландия е парламентарна монархия в състава на Общността на нациите. Държавен глава е кралът на Нова Зеландия.

## Законодателна власт
Парламентът на Нова Зеландия се състои от 120 депутати, избирани за срок от 3 години.